# Guesty
 (décembre 2019).
Guesty est un logiciel de gestion immobilière. Il est utilisé par les gestionnaires immobiliers pour gérer les locations à court terme répertoriées sur plusieurs plateformes telles que Airbnb, Vrbo, et Booking.com.

## Histoire
Guesty a été fondée en 2013 sous le nom de SuperHost par les frères jumeaux Amiad et Koby Soto. L'idée est venue de la location de leurs propriétés sur Airbnb et de passer beaucoup de temps à régler les problèmes liés aux voyageurs Aujourd'hui, la société est dirigée par le cofondateur et PDG, Amiad Soto, et Vered Raviv Schwarz en est la présidente et directrice.
La société a été rebaptisée Guesty en 2014, et lancée comme un service permettant aux propriétaires de lister leurs propriétés sur Airbnb. Les services offerts étaient de l’ordre de la maintenance, du nettoyage et de la lessive et lancée en tant que service permettant aux propriétaires de préparer leurs propriétés pour leurs publications sur Airbnb, y compris une aide pour l'entretien ménager tel que le nettoyage et la blanchisserie. C’est devenu un logiciel pour aider les gestionnaires immobiliers à automatiser et à rationaliser les opérations de location quotidiennes telles que la communication avec les clients et la gestion des tâches,.
La société a acquis le statut de Y Combinator et a levé des fonds auprès d'investisseurs tels que Viola Growth, Buran VC, Magma Venture Partners, TLV Partners et Vertex Ventures Israel. Elle a levé un total de 110 millions de dollars en avril 2021. En 2021, Guesty a annoncé l’obtention de 50 millions de dollars d’investissements série D dirigés par Apax Digital Fund, portant le financement total de la société à environ 110 millions de dollars. La même année, la société a également acquis deux autres logiciels de gestion immobilière, MyVR et Your Porter App.mars 2019,

## Produit
Guesty se décrit comme une plateforme de A-Z pour les gestionnaires immobiliers et les sociétés de gestion immobilière. Elle fournit des outils basés sur le cloud qui facilitent le suivi des enregistrements des clients et des revenus de chaque propriété. Elle s'intègre aux sites Web de location à court terme tels que Airbnb, Booking.com et Vrbo pour gérer toutes les propriétés d'un hôte/agent sur une seule plateforme. La société génère des revenus en facturant un pourcentage des frais de réservation reçus de chaque propriété.